# Karl Gronau
Karl Friedrich Hermann Gronau (* 3. September 1885 in Trautenstein; † 6. November 1950 in Braunschweig) war ein deutscher Hochschullehrer für Philosophie.

## Leben
Gronau war der Sohn des Superintendenten und Kirchenrats Carl Gronau. Er legte 1904 sein Abitur am Wilhelm-Gymnasium (Braunschweig), seiner künftigen lebenslangen Wirkungsstätte, ab. Es folgte das Studium von Religion, Klassischer Philologie und Philosophie in Tübingen und Göttingen. Im Jahre 1908 wurde er über Gregor von Nazianz und dessen Platon-Rezeption promoviert. Im selben Jahr legte er das Staatsexamen ab. Nach einem einjährigen Referendariat (Pädagogisches Seminar zu Braunschweig) am Wilhelm-Gymnasium und seinem Probejahr am Progymnasium zu Bad Harzburg erteilte er, 1910 zum Oberlehrer ernannt, seinen ersten Unterricht am Martino-Katharinaeum in Braunschweig. Im Oktober 1910 heiratete er. Im Ersten Weltkrieg wurde er 1916 als Kriegsfreiwilliger Heeressoldat und mehrfach dekoriert.
Im Jahre 1922 wurde er an der Technischen Hochschule Braunschweig zum Privatdozenten für Philosophie habilitiert. Seine Antrittsvorlesung stand unter dem Motto Nietzsche und die Jugend. Darin spiegelte sich seine Enttäuschung über den verlorenen Krieg und die Beseitigung der Monarchie. Im Jahr darauf trat er einer Freimaurerloge bei und stieg dort zu höheren Graden auf. Mehr und mehr wandte er sich der Mystik zu. Im Jahre 1926 wurde er a. o. Professor. Im Jahre 1933 trat er aus der DVP aus und zum 1. Mai 1933 in die NSDAP ein (Mitgliedsnummer 2.801.273). 1938 wurde er jedoch aus der NSDAP ausgeschlossen, weil er bei seinem Eintritt seine frühere Logenzugehörigkeit verschwiegen hatte. Dieser Ausschluss verschaffte ihm nach 1945 zunächst ein demokratisches Alibi.
Im Jahre 1939 wurde er Mitarbeiter am Institut zur Erforschung und Beseitigung des jüdischen Einflusses auf das deutsche kirchliche Leben. Im Jahr darauf wurde er ungeachtet seines Parteiausschlusses zum „Dozenten neuer Ordnung“ befördert. Nach Kriegsende stieg er 1945 unter britischer Militärverwaltung zum Ministerialreferenten für Hochschul- und höheres Schulwesen im Braunschweigischen Staatsministerium auf. Nachdem seine NS-Vergangenheit ruchbar geworden war, bemühte er sich seit 1946 in mehreren Entnazifizierungsverfahren um die Erhaltung seiner gesellschaftlichen Position. Obwohl ihm eine Fälschung eines Fragebogens nachgewiesen wurde, wurde er 1949 in alle seine Rechte wiedereingesetzt. Im Jahre 1950 wurde er ehrenvoll in den Ruhestand verabschiedet und wurde ordentliches Mitglied der Braunschweigischen Wissenschaftlichen Gesellschaft. Wenige Wochen danach verstarb er.

## Schriften (Auswahl)
- De Basilio Gregorio Nazianzeno Nyssenoque Platonis imitatoribus. Dissertation Universität Göttingen 1908.
- Poseidonios und die jüdisch-christliche Genesisexegese. Leipzig 1914.
- Im Zeichen der Mystik. Braunschweig 1923.
- Platons Ideenlehre im Wandel der Zeit. Braunschweig 1929.
- Der Staat im Urteil der Neuzeit und Gegenwart. Braunschweig 1931.
- Der Staat der Zukunft von Platon bis Dante. Braunschweig 1933.